# Jerzy Jan Jastrzębski
Jerzy Jan Jastrzębski (ur. 29 lipca 1895 w Awiżańcach, zm. 24 kwietnia 1944 w Venafro) – pułkownik dyplomowany kawalerii Wojska Polskiego, pośmiertnie awansowany na generała brygady.

## Życiorys
Jerzy Jan Jastrzębski urodził się 29 lipca 1895 roku w Awiżańcach, w powiecie sejneńskim, w rodzinie Gustawa i Stanisławy. Uczęszczał do gimnazjum w Mariampolu. W 1914 roku znalazł się w szeregach kawalerii rosyjskiej. Do I Korpusu Polskiego gen. Józefa Dowbor-Muśnickiego wstąpił pod koniec wojny biorąc udział w jego działaniach w stopniu porucznika na stanowisku dowódcy szwadronu. Następnie służył w 5 Dywizji Syberyjskiej. Maszerując po szlakach syberyjskich. Do kraju wrócił w 1918 roku i dostał przydział do formującego się 10 pułku Ułanów Litewskich. W kampaniach pułku uczestniczył w stopniu porucznika, a następnie dowodził szwadronem w stopniu  rotmistrza. Po wojnie służył w dalszym ciągu w 10 pułku. W 1923 roku w CWK w Grudziądzu ukończył kurs dowódców szwadronów. W 1925 roku został awansowany do stopnia majora, będąc na stanowisku kwatermistrza pułku. Swoją wiedzę pogłębiał w latach 1926–1928 w Wyższej Szkole Wojennej w Warszawie. 31 października 1928 roku, po ukończeniu kursu i otrzymaniu dyplomu naukowego oficera Sztabu Generalnego, został przydzielony do 4 Dywizji Kawalerii we Lwowie na stanowisko szefa sztabu. W styczniu 1930 roku został przydzielony do Inspektoratu Armii we Lwowie na stanowisko II oficera sztabu. 2 grudnia 1930 roku został mianowany podpułkownikiem ze starszeństwem z 1 stycznia 1931 roku i 1. lokatą w korpusie oficerów kawalerii. Z dniem 15 września 1931 roku został przeniesiony do 27 pułku ułanów w Nieświeżu na stanowisko zastępcy dowódcy pułku. W kwietniu 1934 roku został przeniesiony do 8 pułku strzelców konnych w Chełmnie na stanowisko dowódcy pułku. W 1936 roku doczekał się awansu do stopnia pułkownika, pełniąc również funkcję komendanta chełmińskiego garnizonu. W swych wspomnieniach o dowódcy pułku napisał jeden z oficerów: 

Ósmym PSK dowodził doskonały pod każdym względem płk dypl. Jerzy Jastrzębski. W brygadzie wysunął swój pułk na pierwsze miejsce. Trochę suchy i sztywny jako przełożony, bardzo dobry jako kolega… przez wszystkich bardzo szanowany. Oficer o dużym autorytecie osobistym, miał prawo do opinii wybitnego

Jastrzębski od początku swojej działalności w Chełmnie rozpoczął intensywną pracę nad rozwojem pułku. Od 1936 roku podjął się przygotowaniem ekipy pułku na zawody o Mistrzostwo Wojska tzw. „Militari Armii”.
W kampanii wrześniowej, pułk dowodzony przez Jastrzębskiego walczył w składzie Armii „Pomorze”. 3 września swoim umiejętnym dowodzeniem umożliwił wyprowadzenie i uratowanie części armii, która była zagrożona odcięciem i okrążeniem przez Niemców. 18 września 1939 roku został otoczony z jedenastoma najwierniejszymi towarzyszami broni przez żołnierzy Wehrmachtu i wzięty do niewoli. Przebywał w obozie jenieckim w Krakowie. Uciekł z niego podstępnie i wrócił do rodziny w Radomiu.
27 kwietnia 1940 roku jako kurier ZWZ wyjechał do Krakowa, a następnie na zachód. Podjął próbę przedostania się przez Węgry do Francji. Na początku maja 1940 roku dotarł do Paryża. Ewakuował się do Wielkiej Brytanii po klęsce Francji. Działał tam do wiosny 1942 roku zbierając materiały dla utrwalenia chlubnego uczestnictwa swego pułku w kampanii wrześniowej. Pełnił w tym czasie funkcję szefa oddziału III w Sztabie Naczelnego Wodza i zastępcy dowódcy 10 Brygady Kawalerii Pancernej gen. Stanisława Maczka.
Wiosną 1942 roku został przeniesiony do Polskich Sił Zbrojnych na Bliskim Wschodzie. Objął tam dowództwo 3 Brygady Strzelców Karpackich, a następnie został mianowany zastępcą dowódcy 3 Dywizji Strzelców Karpackich. Intensywnie działał w szkoleniu dywizji w Palestynie, Iraku, Syrii oraz w Egipcie. Próbował nawiązać kontakty z niektórymi byłymi oficerami 8 psk w celu ułatwienia dalszej walki w swojej dywizji.
W grudniu 1943 roku zaczął ostatnią kampanię jako komendant pierwszego transportu morskiego dywizji z Egiptu do Włoch. Brał udział w walkach pozycyjnych 3 DSK i całego 2 Korpusu Polskiego nad rzeką Sangro. Dowodząc 3 Grupą Rozpoznawczą 2 Korpusu uczestniczył w pracach przygotowawczych do wielkiej rozprawy z siłami hitlerowskimi w rejonie Monte Cassino. 23 kwietnia 1944 roku został śmiertelnie ranny w wyniku wybuchu miny prowadząc rozpoznanie terenu na górze Monte Trocchio. Rankiem 24 kwietnia 1944 roku zmarł w szpitalu w Venafro. Poległ na polu chwały, będąc  pierwszym i najstarszym stopniem Polakiem pod Monte Cassino. Jego pogrzeb odbył się 26 kwietnia w Carpignone. Uczestniczyły w, nim liczne delegacje, tłumy miejscowej ludności i kompania honorowa. Trumna została przewieziona z kościoła na cmentarz wojskowy w Izernie, gdzie dowódca Dywizji Karpackiej gen. Duch pożegnał swego zastępcę, a szwadron 12 pułku ułanów oddał ostatnie honory.
Po bitwie nastąpiła ekshumacja (nr znaku tożsamości – 1895/100/III) i zwłoki zostały przeniesione na Cmentarz polski pod Monte Cassino. Pochowano je na II tarasie sektora B w grobie nr 7.
Naczelny Wódz, generał broni Władysław Anders awansował go pośmiertnie generałem brygady ze starszeństwem z 1 stycznia 1964 roku w korpusie generałów.
Decyzją Nr 195/MON z dnia 23 maja 2011 roku został patronem 1 Lęborskiego batalionu zmechanizowanego

## Ordery i odznaczenia
- Krzyż Złoty Orderu Wojennego Virtuti Militari nr 50 (pośmiertnie)
- Krzyż Srebrny Orderu Wojskowego Virtuti Militari nr 3500 – 1921[11][13]
- Krzyż Kawalerski Orderu Odrodzenia Polski (11 listopada 1936)[14]
- Krzyż Walecznych (dwukrotnie)
- Medal Wojska[15] (pośmiertnie)
- Medal Wojska (po raz drugi i trzeci)[16]
- Medal Niepodległości (25 stycznia 1933)[17][18]
- Medal Pamiątkowy za Wojnę 1918–1921[18]
- Medal Dziesięciolecia Odzyskanej Niepodległości
- Srebrny Medal za Długoletnią Służbę[18].
- Brązowy Medal za Długoletnią Służbę[18]
- Krzyż Pamiątkowy Monte Cassino (pośmiertnie)[18]
- Odznaka Pamiątkowa Generalnego Inspektora Sił Zbrojnych (12 maja 1936)
- Gwiazda za Wojnę 1939–1945[19] (Wielka Brytania, pośmiertnie)
- Gwiazda Italii[19] (Wielka Brytania, pośmiertnie)
- Gwiazda Afryki[19] (Wielka Brytania, pośmiertnie)
- Medal Zwycięstwa (Médaille Interalliée, pośmiertnie)[18]